# 卡普里耶島

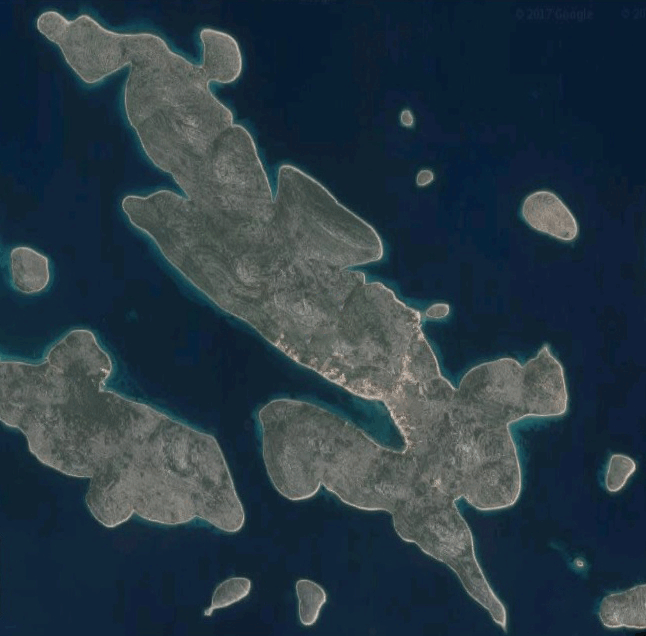

卡普里耶島是克羅地亞的島嶼，位於亞得里亞海，由希貝尼克-克寧縣負責管轄，面積6.97平方公里，海岸線長度35.222公里，最高點海拔高度132米，2006年人口143。

## 外部連結
43°41′51″N 15°42′01″E / 43.697479°N 15.700407°E